# カルチ県
カルチ県（カルチけん、Provincia de Carchi）は、エクアドルの県である。県都はトゥルカン。

## 経済
州の経済は、産業や農業生産に基づく。カルチ県では、食品、飲み物、タバコ、乳製品を生産している。農業では、ジャガイモ、トウモロコシなどを生産する。

## 隣接する県
- ナリーニョ県
- スクンビオス県
- インバブーラ県
- エスメラルダス県

## 郡
県は、6のカントン（郡）に分かれる。下記の表には、2001年国勢調査時点での各郡の人口と平方メートル (km2)での面積、郡都を表記する。
| 郡                       | 人口 (2001) | 面積 (km²) | 郡都             |
| ------------------------ | ----------- | ---------- | ---------------- |
| ボリバル                 | 13,898      | 353        | ボリバル         |
| エスペホ                 | 13,515      | 554        | エル・エンジェル |
| マイラ                   | 12,919      | 588        | マイラ           |
| モントゥーファル         | 28,576      | 383        | サン・ガブリエル |
| サン・ペドロ・デ・ウアカ | 6,856       | 71         | ウアカ           |
| トゥルカン               | 77,175      | 1,801      | トゥルカン       |